# Большая Фёдоровка (Саратовская область)
 Большая Фёдоровка — село в Татищевском районе Саратовской области России. Входит в Ягодно-Полянское муниципальное образование.

## География
Находится на расстоянии примерно 19 километров по прямой на север-северо-запад от районного центра поселка Татищево.

## История
Упоминается примерно с 1801 года как деревня, принадлежащая помещице Авдотье Фёдоровне Казариновой. В 1859 год в деревне 121 двор и 992 жителя.

## Население
| 2002 | 2010 |
| ---- | ---- |
| 441  | ↘425 |

Постоянное население составляло 441 человек в 2002 году (из них русские — 74 %), 425 человек — в 2010 году.

## Фотогалерея

Виды села
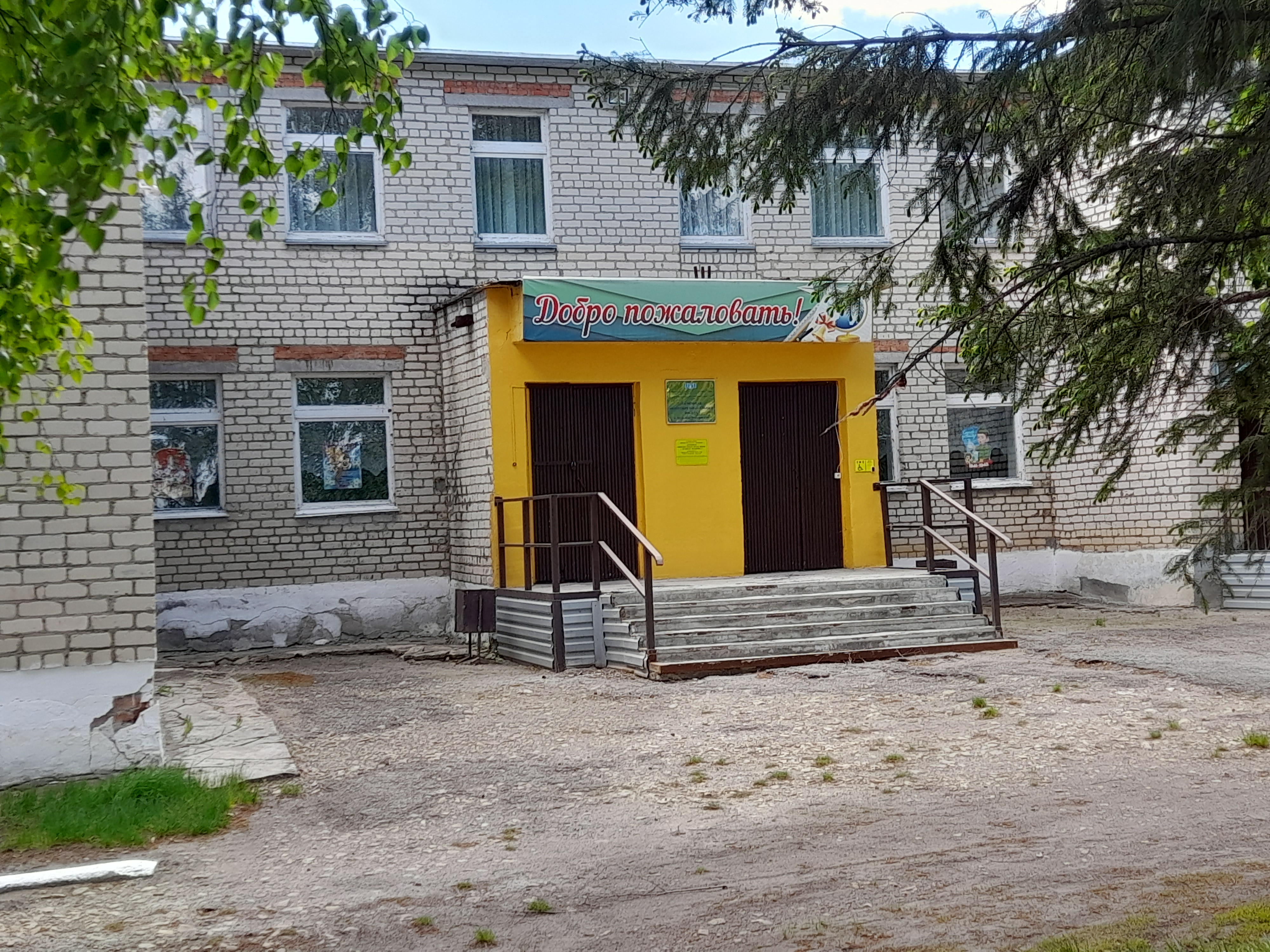
Школа
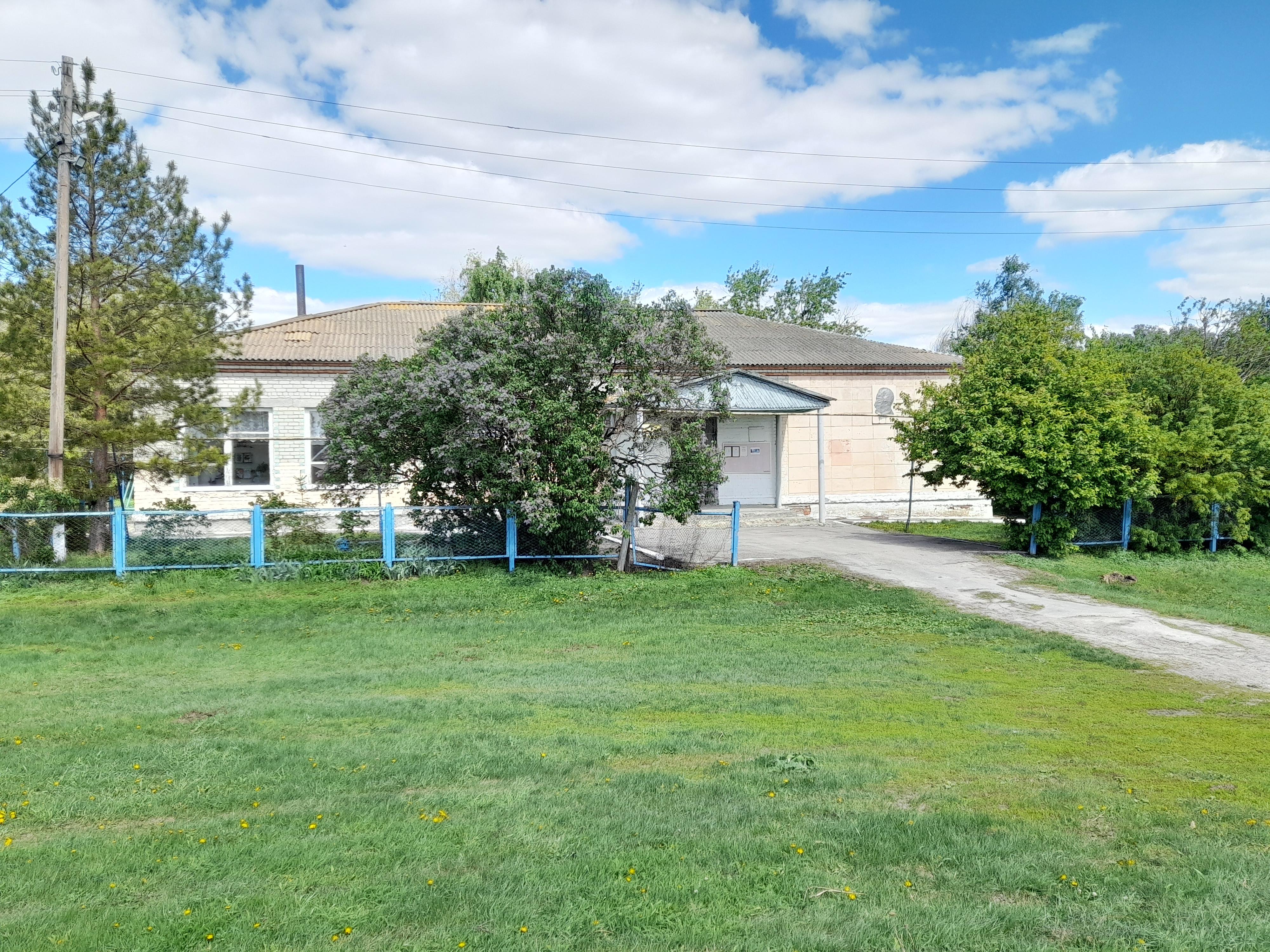
Дом культуры
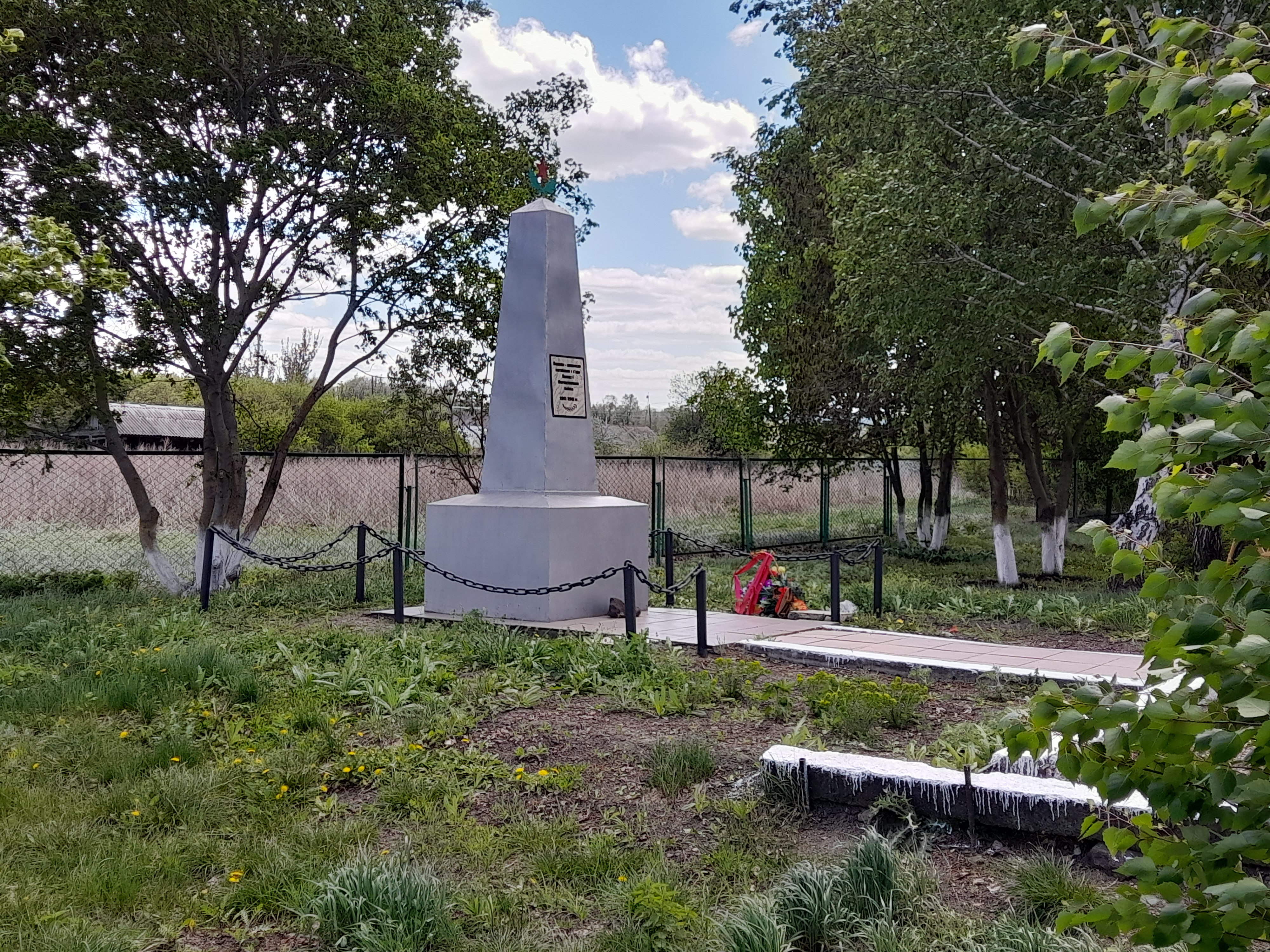
Памятник ВОВ
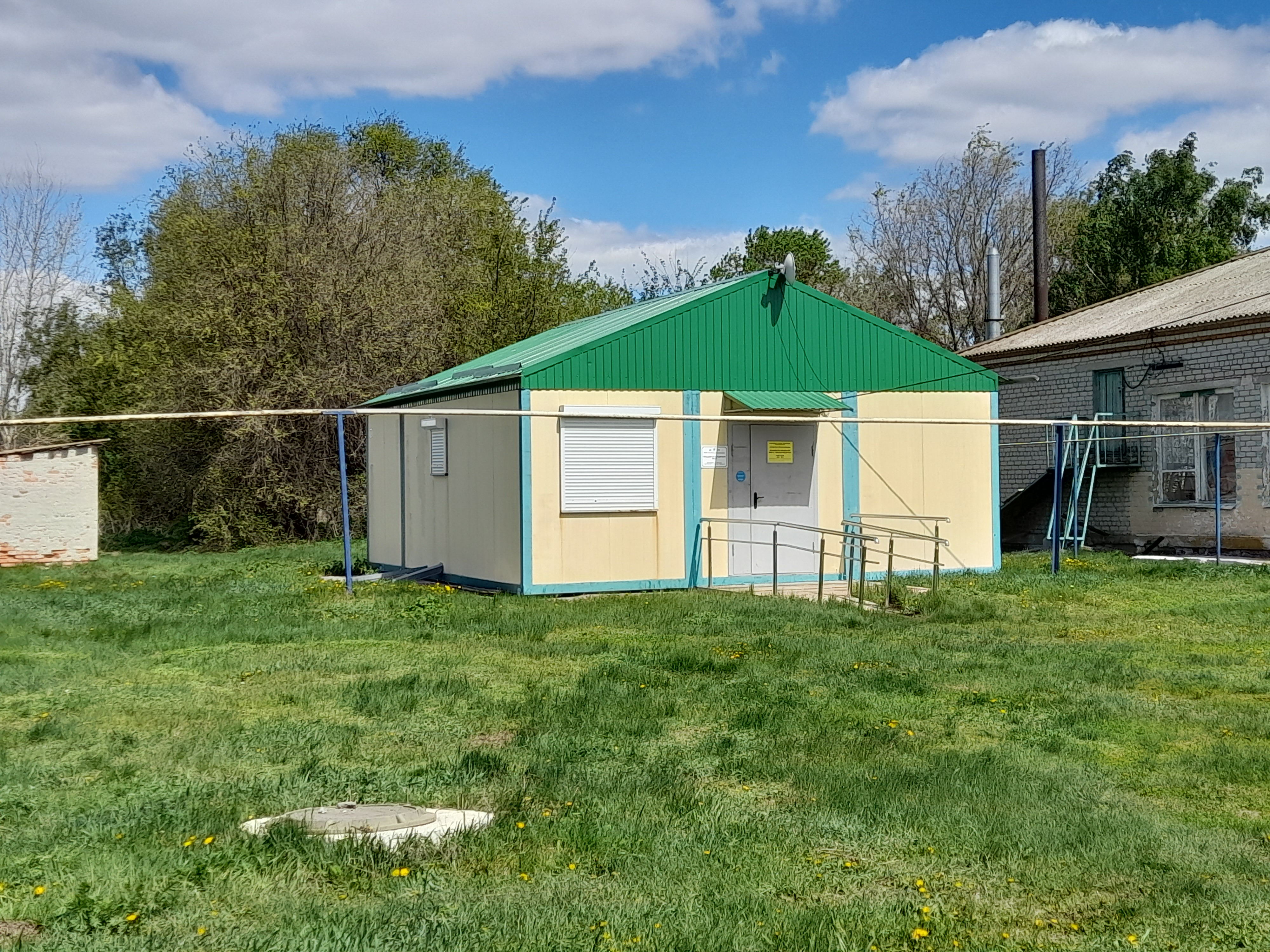
Медпункт